# Milionia zonea
Milionia zonea är en fjärilsart som beskrevs av Moore 1888. Milionia zonea ingår i släktet Milionia och familjen mätare. Inga underarter finns listade i Catalogue of Life.